# Neumarkt an der Ybbs
Pour les articles homonymes, voir Neumarkt.
Neumarkt an der Ybbs est une commune autrichienne du district de Melk en Basse-Autriche.